# 김태영 (격투가)
김태영(金泰泳, 1970년 7월 8일~)은 일본의 종합격투기 선수이다.
재일 한국인 출신으로 신장은 180cm이고 체중은 84kg인 그의 일본명은 한자를 그대로 일본식으로 읽은 킨 타이에이(キン タイエイ)다. 현재 정도회관 부관장을 지내고 있으며, 최홍만의 타격 스승이기도 하다.

## 격투기 경력 및 타이틀
- 1992년 가라데 월드컵 '92 준우승 (우승: 앤디 훅)
- 1993년 토와배 제2회 가라데 월드컵 준우승 (우승: 사다케 마사아키)
- 1994년 토와배 제3회 가라데 월드컵 준우승 (우승: 아토카와 토시유키)

　　　　UKF 세계 라이트 헤비급 챔피언 (VS 창푸아 키아송릿)
- 1995년 K-1 Legend '95 준우승 (우승: 이완 히폴리트)

　　　　가라데 월드컵 '95 우승 (준우승: 아토카와 토시유키)
- 1996년 WMTC 세계 주니어 미들급 챔피언
- 2000년 은퇴
- 2007년 복귀
- 2007년 K-1 홍콩 GP 결승 진출 (부상으로 결승에서 기권)
- 2009년 K-1 아시아 GP 준우승

## 종합 격투기 전적
- 7전 4승 3패

| 경기일자         | 상대              | 결과 | 내용           | 대회                                     |
| ---------------- | ----------------- | ---- | -------------- | ---------------------------------------- |
| 2008년 6월 15일  | 젤그 갈레시치     | 패   | 1R 1분 05초 KO | Dream 4 - Middle Granprix QuerterFinal   |
| 2008년 4월 29일  | 미노와 이쿠히사   | 승   | 2R 판정        | Dream 2 - Middle Granprix Opening Round  |
| 2007년 10월 28일 | 젤그 갈레시치     | 패   | 1R 36초 TKO    | K-1 olympia HERO'S korea 2007            |
| 2007년 7월 16일  | 타무라 키요시     | 승   | 3R 연장판정    | K-1 Hero's - Middle weight Opening Round |
| 2006년 12월 31일 | 이시자와 토키미츠 | 승   | 1R 2분 48초 KO | K-1 다이너마이트 2006                    |
| 2006년 8월 5일   | 추성훈            | 패   | 판정           | K-1 - Hero'6                             |

## 정보
키 180cm에 체중은 84kg으로 드림 미들급에서는 표준적인 키이다. 그가 입식에서 복귀전을 가진 것은 2007 홍콩GP에서였다. 첫 상대인 센토류를 하이킥으로 제압을 하고 두 번째 상대인 후지모토 유스케도 KO로 제압을 했지만 부상으로 인한 버팅 때문에 후지모토 유스케가 출전하게 됐다.